# 霍瓦特·加博尔
霍瓦特·加博尔（匈牙利語：Horváth Gábor，1971年11月15日—），匈牙利男子皮划艇运动员。他曾代表匈牙利参加1996年、2000年和2004年夏季奥林匹克运动会皮划艇比赛，共获得二枚金牌和一枚银牌。